# Родопска изофия
Родопска изофия (Isophya rhodopensis) е скакалец, български ендемит.

## Описание
Скакалците са с размери 3 – 3,5 cm. Тялото е с тревистозелен цвят с две надлъжни ивици. Ивиците са бели, жълти или розови. Крилата са редуцирани. Мъжките ги използват за издаване на звуци.

## Разпространение
Среща се във високите планински ливади на Западните Родопи, Рила и Пирин.

## Начин на живот и хранене
Храни се с двусемеделни треви.

## Размножаване
През годината извършва един размножителен цикъл.